# Медівник новокаледонський
Медівни́к новокаледонський (Philemon diemenensis) — вид горобцеподібних птахів родини медолюбових (Meliphagidae). Ендемік Нової Каледонії.

## Поширення і екологія
Новокаледонські медівники мешкають на островах Нова Каледонія, Маре і Ліфу. Вони живуть у вологих рівнинних тропічних лісах, чагарникових заростях і садах.